# Église Saint-Quentin de Saint-Quentin-sur-Indrois
Pour les articles homonymes, voir Église Saint-Quentin.
L’église Saint-Quentin de Saint-Quentin-sur-Indrois est un édifice religieux, dédié au culte catholique, situé au centre du bourg de Saint-Quentin-sur-Indrois, une commune du département d’Indre-et-Loire.

## Localisation
L’église est située en bordure de la rue principale de Saint-Quentin qui, à mi-hauteur du coteau de la rive droite de l’Indrois, vient de Chédigny au nord-ouest et rejoint à l’est du bourg de Saint-Quentin la route de Bléré à Loches (D31).

## Historique
| - Le clocher foudroyé. - Le clocher reconstruit. |

L'église est dédiée à saint Quentin. Ce nom est reconnu comme celui d'un martyr à la fin du IIIe siècle. Localement, toutefois, la tradition fait référence à un homonyme, ermite qui avait suivi Gontran Boson en Touraine vers 570 sous le roi Sigebert, et qui fut tué un 4 octobre vers 575 (par des sicaires sur l'ordre de la maîtresse de Boson pour avoir refusé ses avances. Ce martyr est fêté le 5 octobre dans l'archidiocèse de Tours) ou, selon quelque sceptiques, au VIIe ou au VIIIe siècle et sur le tombeau duquel la première église, en fait simple oratoire, aurait été construite.
En 1084, Raoul, archevêque de Tours, fait rentrer l’église Saint-Quentin dans les possessions de l’abbaye de Marmoutier, qui l'érige en prieuré. Subsiste de l’église de cette époque un mur parementé en petit appareil situé au niveau du chevet.
L’église contemporaine est bâtie au XIIe siècle, remaniée au XVIe puis au XVIIe siècle, et enfin restaurée par deux fois juste avant la Révolution française puis en 1875. Elle avait été, en 1562, pillée par les Huguenots. Le clocher est frappé par la foudre le 12 avril 1998 ; il s’écroule en partie sur la toiture de l’église, elle aussi endommagée. Il sera reconstruit et la nef recouverte au début des années 2000. L’église Saint-Quentin fait partie de la liste des monuments historiques, au titre d’édifice inscrit, par arrêté du 28 octobre 1926.

## Architecture et mobilier

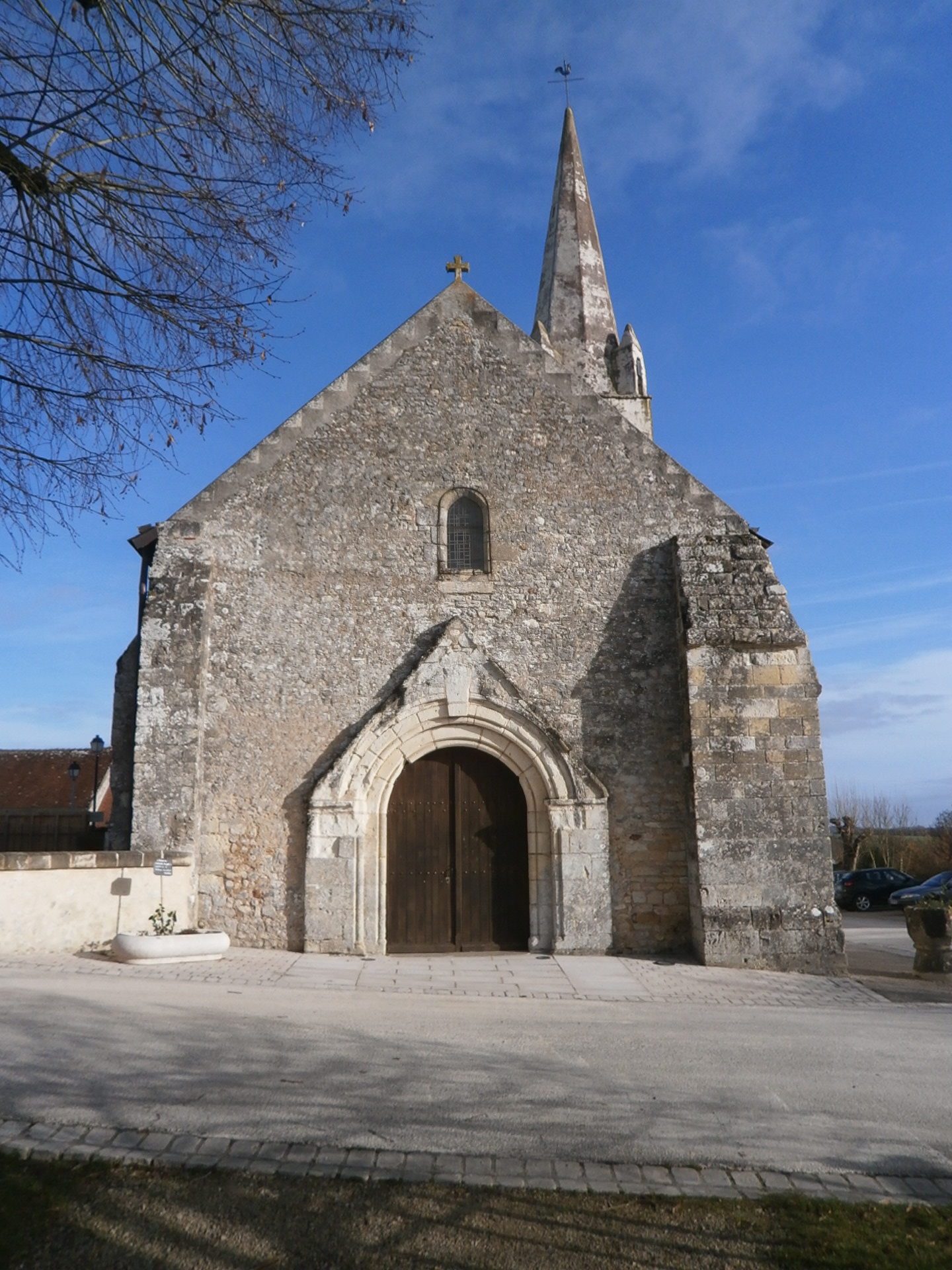
La façade occidentale.

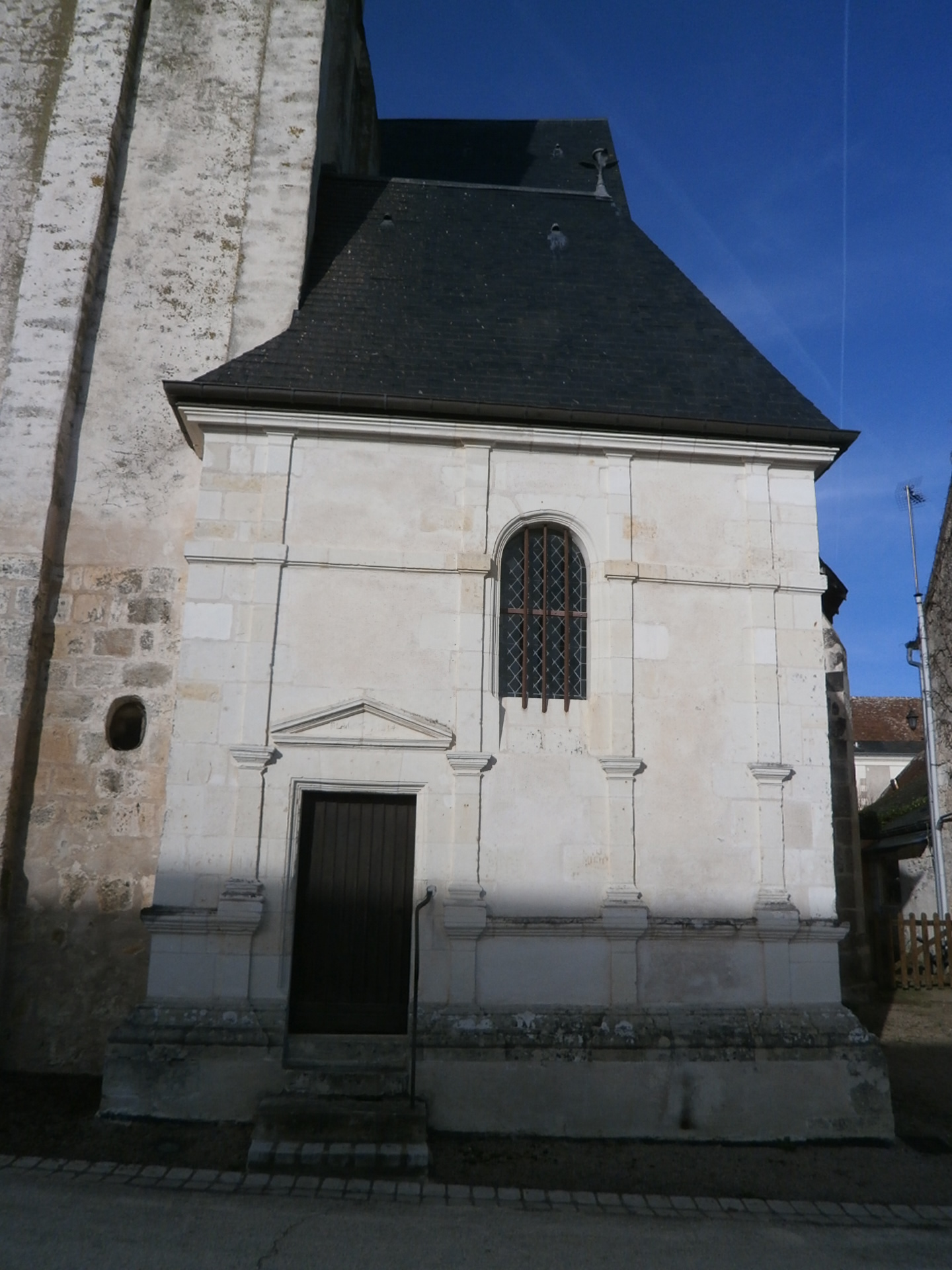
La sacristie.

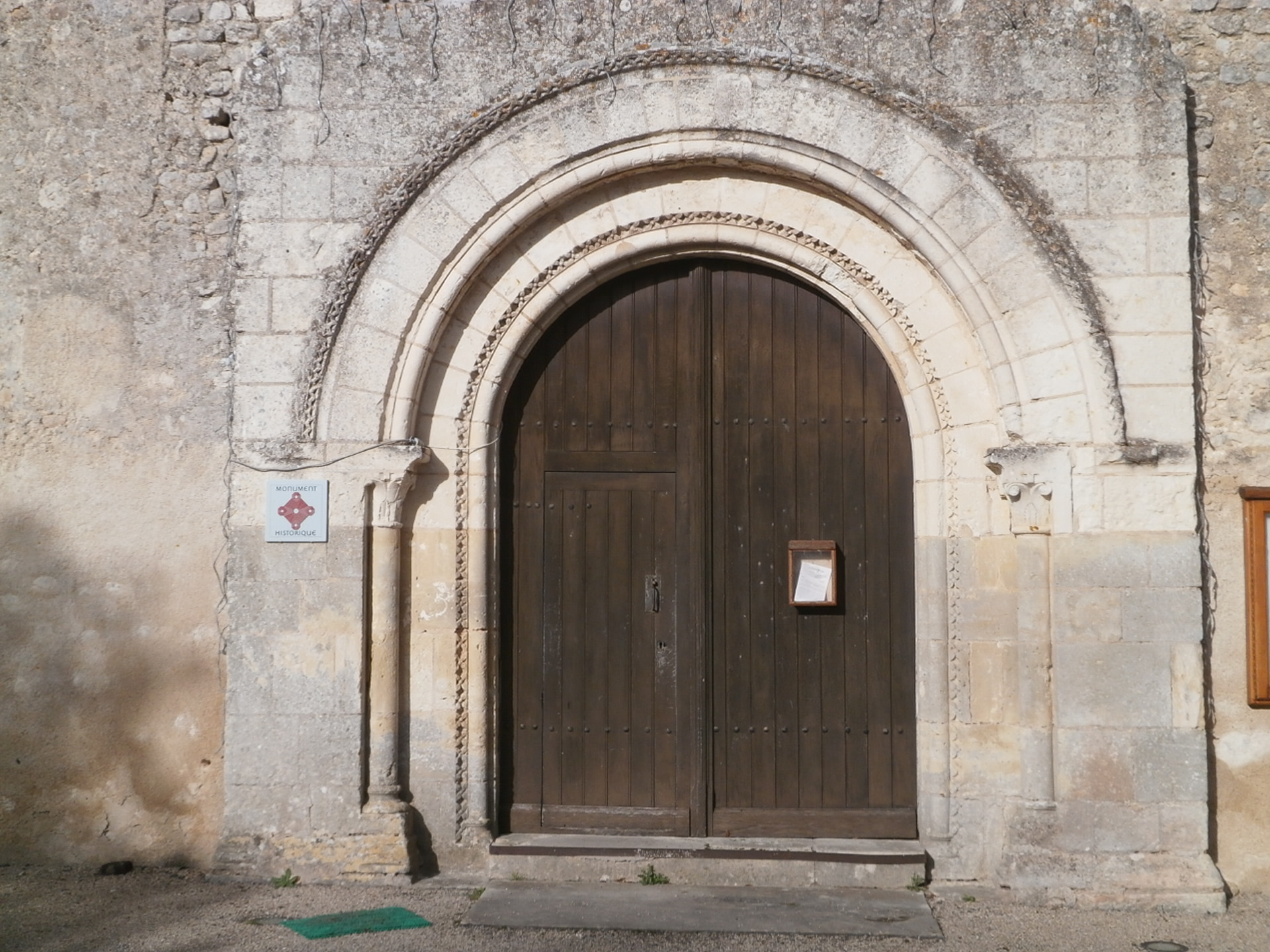
La porte occidentale.

La nef s’ouvre sur deux portes en plein cintre (à l’ouest et au sud) ; la porte occidentale est surmontée d’un gâble.
Le chœur, qui fait directement suite à la nef sans interposition d'un transept, est voûté en croisée d'ogives ; il est terminé à l'est par un chevet constitué d'une abside semi-circulaire voûtée en cul-de-four, du XIIe siècle, éclairée de trois baies ; une chapelle du XVIe siècle, transformée en sacristie, s’ouvre sur le côté sud du chœur.
Le clocher du XIIe siècle, a été intégralement construit en moellons de pierre meulière et il est flanqué de contreforts plats ; il se termine par une flèche octogonale dont la base est pourvue d'un lanternon en pierre à chacun de ses angles.
Deux familles, les Ruzé et les Fumée, ont longtemps possédé le fief (devenu châtellenie) de Saint-Quentin, depuis 1488 jusqu’en 1712. Les blasons de ces deux familles se retrouvent sur certaines clés de voûte de la nef ainsi que sur l’un des piliers de l’église. Sur l'un des piliers de l'église, une plaque en cuivre (1500) provenant du château des Roches-Saint-Quentin rappelle qu'Adam Fumée, le seigneur des Roches, avait fondé plusieurs services religieux. Deux petits retables du XVIIIe siècle sont exposés à l'entrée du chœur, sur ses parois latérales.
On peut voir plusieurs vitraux du maître-verrier Louis-Victor Gesta.
Ils représentent : saint Raphaël et le jeune Tobie, saint Étienne martyr, Saint Quentin martyr, la bienheureuse Jeanne-Marie de Maillé.

## Pour en savoir plus